# Ілона Кікбуш
Ілона Кікбуш (нім. Ilona Kickbusch; н. 27 серпня 1948 року в Мюнхені, Німеччина) — німецька науковець, визнана у всьому світі за її внесок у розвиток ідеї здорового способу життя та глобальної охорони здоров'я, є запрошеним професором в Женевському інституті міжнародних відносин.

## Огляд кар'єри
Ілона Кікбуш закінчила Констанцький університет у Німеччині, отримавши ступінь доктора філософії в політології (1981). Вона сприяла першим науковим дослідженням в Німеччині у сфері охорони здоров'я споживача, а також просувала ідею самодопомоги та руху за жіноче здоров'я. Після приєднання до Світової організації охорони здоров'я (1981—1998) вона очолила Глобальну Програму Охорони Здоров'я, і згодом займала керівні посади на регіональному і глобальному рівнях організації. У 1998 році Ілона Кікбуш перейшла на роботу в Єльський
університет, де з 1998 по 2004 рр. очолювала нову Глобальну Програму Охорони Здоров'я в Єльської вищій школі охорони здоров'я. Повернувшись до Європи, займала керівні посади голови міждисциплінарного Світового форуму демографії та старіння в місті Санкт-Галлен (2005), директора Глобальної програми охорони здоров'я (2008) в Женевському інституті міжнародних відносин та голови програми «Global Health Europe» (2009), а також була членом виконавчої ради фонду «Careum» у Швейцарії (2009 г.). Вона регулярно викладає в ряді академічних установ, включаючи Університет Санкт-Галлена у Швейцарії.

## Інновації в політиці та дослідженнях
Ілона Кікбуш консультує організації, урядові установи і приватний сектор в області політики і стратегії охорони здоров'я на національному, європейському та міжнародному рівнях. Широко публікується, входить до складу декількох консультаційних рад, як в академічних, так і політичних. Має безліч нагород за інновації в галузі охорони здоров'я. Є визнаним лідером в цій області, глибоко прихильним принципам глобальної відповідальності, розширення можливостей та врахування інтересів охорони здоров'я в усіх напрямках політики (Health in All Policies, HiAP). Ілону Кікбуш можна віднести до ключових політикыв, що сприяють розвитку соціальної гігієни та організації охорони здоров'я по цілому ряду суттєвих напрямів. Нижче наведені деякі основні події її кар'єри.

## Здоровий спосіб життя— Здорове суспільство
Ілона Кікбуш зробила блискучу кар'єру у Всесвітній організації охорони
здоров'я як на регіональному, так і на глобальному рівнях. У 1986 році була відповідальною за Оттавську хартію за здоровий спосіб життя (Ottawa Charter for Health Promotion) — основоположний документ в галузі охорони здоров'я, а також за наступні глобальні конференції щодо здорового способу життя. Крім того, в 2005 році брала участь у розробці хартії по зміцненню здоров'я в глобалізованому світі (Bangkok Charter for Health Promotion in a Globalized World), а в 2011 році працювала в консультативній групі Всесвітньої конференції (World Conference on Social Determinants of Health). Була засновником і головним редактором журналу Health Promotion International (Oxford University Press), а пізніше зайняла місце голови редакційної колегії журналу. Завжди активно розвивала як стратегії практичного впровадження (наприклад, при розробці швейцарського закону з охорони здоров'я і профілактики захворювань), так і теоретичні основи здорового способу життя, в які внесла свій внесок, розробивши концепцію «здорового суспільства» і досліджуючи взаємозв'язки між здоров'ям і сучасністю і інноваційні підходи до
управління охороною здоров'я на національному та глобальному рівнях. Вона очолила авторський колектив так званих «білих книг»: «The challenge of addiction» (Проблема схильності) і (Система харчування: призму нинішніх і майбутніх проблем для зміцнення здоров'я та сталого розвитку) «The food system: a prism of present and future challenges for health promotion and sustainable development», а також залучена в роботу над політичним глосарієм" Learning for well-being "(" Навчання благополуччю ").

## Врахування інтересів охорони здоров'я в усіх напрямках політики -Управління охороною здоров'я— Політичні інновації в інтересах охорони здоров'я
У 2007 році Ілона Кікбуш була призначена «Аделаїдського Мислителем» у тематичній області «Здорові суспільства» на запрошення прем'єра Південної Австралії. Займаючи цю посаду, розробила особливий підхід «Об'єктив здоров'я» для аналізу врахування інтересів здоров'я у всіх напрямках політики; до теперішнього часу підхід застосовується в Південній Австралії вже протягом декількох років. Активно публікується і широко консультує щодо аналітичних підходів HiAP, вважається одним зі світових лідерів у даній області. Продовжує займатися серією практичних проектів, пов'язаних з урахуванням інтересів охорони здоров'я. Провела дослідження для Європейського регіонального бюро ВООЗ за темою «Управління охороною здоров'я в 21-му столітті». Це одне з ключових досліджень, присвячених новій європейській політиці в галузі охорони здоров'я — Health 2020. Займалася плануванням Глобальної конференції по зміцненню здоров'я — 2013, націленої на врахування інтересів охорони здоров'я в усіх напрямках політики.

## Демографія і гендерні питання
Ілона Кікбуш розробила особливий підхід, пов'язаний покращенням програм зміцнення здоров'я; вона є ініціатором таких програм у цій галузі, як здорові міста, що сприяють зміцненню здоров'я школи і лікарні, здорові робочі місця, здоров'я у в'язницях. Багато з цих мережевих об'єднань набули глобального характеру і виявилися досить стійкими. Вона з'явилася ініціатором дослідження «Поведінка дітей шкільного віку щодо здоров'я», яке стало глобальним «золотим стандартом» для вимірювання здоров'я дітей та молоді. З'явилася також ініціатором програми «Здорове старіння» в штаб-квартирі ВООЗ і продовжує активно працювати в цій галузі як голова міждисциплінарного Світового Форуму Демографії і Старіння в місті Санкт-Галлен. Завжди займала активну позицію в області здоров'я і прав жінок, стала ініціатором першого порівняльного дослідження Всесвітньою організацією охорони здоров'я здоров'я жінок в Європі — «Лічильник жіночого здоров'я» (Women's Health Counts).

## Медична грамотність
Ілона Кікбуш з'явилася лідером у розробці концепції медичної грамотності і прагне до її зміцненню шляхом цілого ряду досліджень і програм. За її ініціативою був виконаний проект ЄС «Огляд медичної грамотності в Європі», його результати були представлені в 2011 році. Відстоює позицію залучення громадян у охорону здоров'я, сприяла створенню нової Європейської мережі з розширення прав і можливостей пацієнтів (Європейська мережа по пацієнтам розширення прав і можливостей — ENOPE). На основі її пропозицій союзи медичної грамотності були створені в Південній Австралії та Швейцарії. Також вона працює над написанням підручника з медичної грамотності (німецькою мовою) і готує провідну публікацію для ВООЗ.

## Управління глобальною охороною здоров'я
Під час роботи в Єльському університеті Ілона Кікбуш очолив підрозділ Глобального охорони здоров'я — одну з перших програм у цій галузі, а також Школу охорони здоров'я. Внесла значний внесок у формування концепції глобального охорони здоров'я, особливо займаючись аналізом управління глобальним охороною здоров'я, а також очолювала масштабну програму Фулбрайта під назвою «Здоров'я у світі без кордонів». На сьогодні є одним з визнаних лідерів у галузі управління глобальним охороною здоров'я; є автором важливих пропозицій щодо участі багатьох зацікавлених сторін як у самій ВООЗ, так і з залученням партнерських підходів до управління глобальним охороною здоров'я, включаючи пропозицію по Комітету С на Всесвітній асамблеї охорони здоров'я. Внесла вагомий внесок в політику ЄС по глобальному охороні здоров'я, а також у високоінноваціонную зовнішню політику Швейцарії в галузі охорони здоров'я. Також виступила ініціатором створення Європейського інституту глобальної охорони здоров'я (Global Health Europe) — мозкового центру, спрямованого на зміцнення європейського голосу в глобальному охороні здоров'я.

## Дипломатія глобальної охорони здоров'я
Ілона Кікбуш внесла значний внесок в нову область дипломатії глобальної
охорони здоров'я і розробила унікальний підхід до навчання керівників у цій галузі, який отримав значну підтримку з боку Фонду Рокфеллера. Програмні курси регулярно проводяться в Женеві, а також були проведені в Китаї, Індонезії, Кенії, США і Канаді у співпраці з місцевими партнерами. Ілона Кікбуш має багато публікацій на цю тему (у тому числі підручник з дипломатії глобальної охорони здоров'я), а також за більш широким питань глобальної охорони здоров'я і зовнішньої політики. Є членом ряду політичних об'єднань у цій галузі, включаючи Об'єднання дипломатії глобального охорони здоров'я  — Global Health Diplomacy Network (GHD-NET). Є редактором (спільно з  Tom Novotny) серії книг з дипломатії глобальної охорони здоров 'я, опублікованих у видавництві World Scientific.